# 庚申之变
庚申之变是指清咸丰十年（1860年）英法联军占领北京，烧毁圆明园，咸丰帝逃往承德避暑山庄，最终被迫签订《北京条约》，对列强作出巨大让步这一重大事变。